# Isques
Isques [isk] est une commune française située dans le département du Pas-de-Calais en région Hauts-de-France. Ses habitants sont appelés les Isquois.
La commune fait partie de la communauté d'agglomération du Boulonnais qui regroupe 22 communes et compte 112 264 habitants en 2021.
Le territoire de la commune est situé dans le parc naturel régional des Caps et Marais d'Opale.

## Géographie

### Localisation
Localisée dans l’ouest du département du Pas-de-Calais, Isques est une commune de la vallée de la Liane située, à vol d'oiseau, à 6 km au sud de Boulogne-sur-Mer (chef-lieu d'arrondissement) et à 5 km des plages de la Côte d'Opale.
Le territoire de la commune est limitrophe de ceux de sept communes.
Les communes limitrophes sont  Baincthun, Condette, Echinghen, Hesdigneul-lès-Boulogne, Hesdin-l'Abbé, Saint-Léonard et Saint-Étienne-au-Mont.

### Géologie et relief
La superficie de la commune est de 6,98 km2 ; son altitude varie de 4  à   154 m.

### Hydrographie
Le territoire de la commune est situé dans le bassin Artois-Picardie.
La commune est traversée par le fleuve côtier la Liane, cours d'eau naturel de 38 km, qui prend sa source dans la commune de Quesques et se jette dans la Manche au niveau de la commune de Boulogne-sur-Mer.

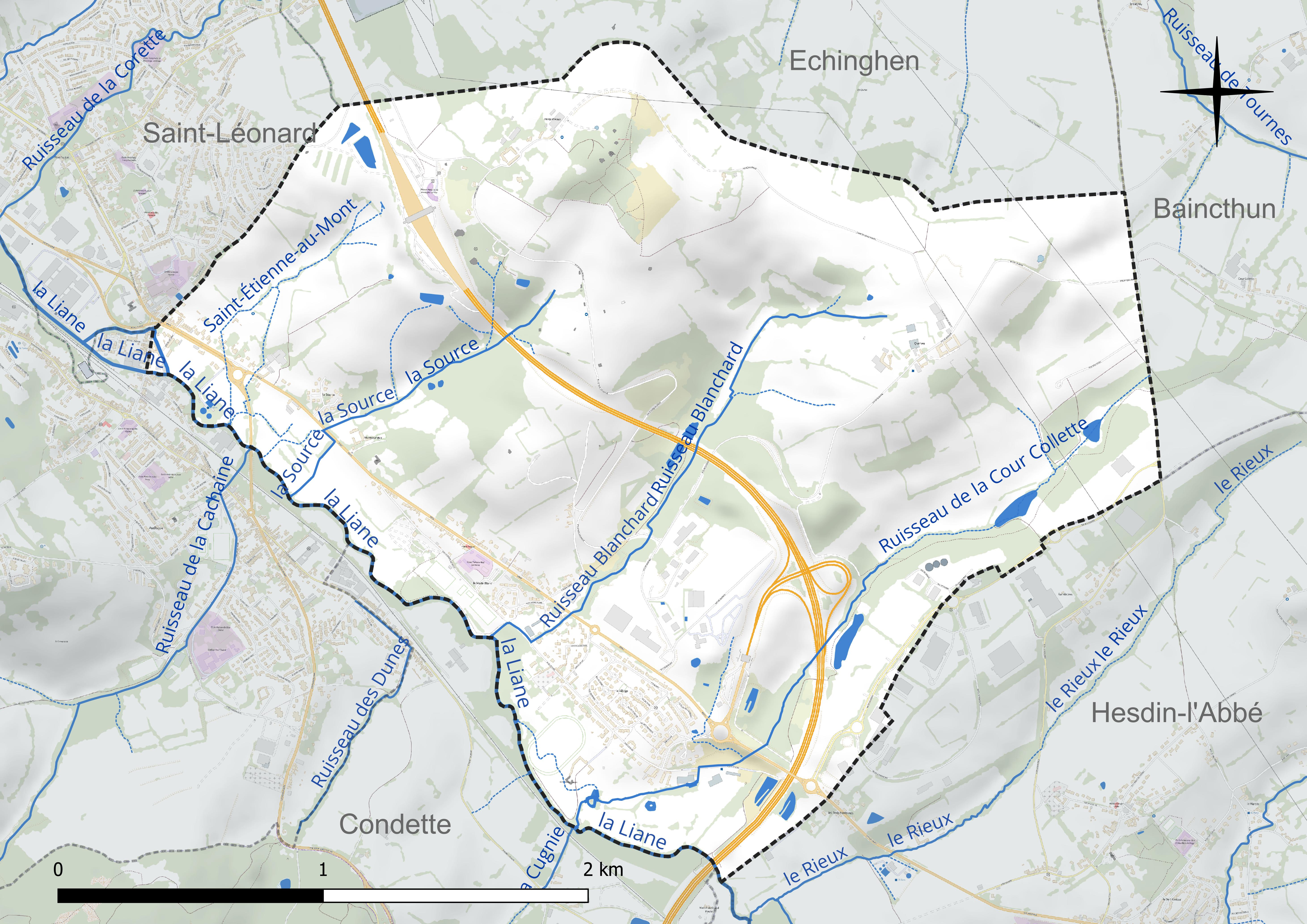
Réseau hydrographique d'Isques.

### Climat
Pour des articles plus généraux, voir Climat des Hauts-de-France et Climat du Pas-de-Calais.
En 2010, le climat de la commune est de type climat océanique franc, selon une étude du CNRS s'appuyant sur une série de données couvrant la période 1971-2000. En 2020, Météo-France publie une typologie des climats de la France métropolitaine dans laquelle la commune est exposée à un climat océanique et est dans la région climatique Côtes de la Manche orientale, caractérisée par un faible ensoleillement (1 550 h/an) ; forte humidité de l’air (plus de 20 h/jour avec humidité relative > 80 % en hiver), vents forts fréquents.
Pour la période 1971-2000, la température annuelle moyenne est de 10,3 °C, avec une amplitude thermique annuelle de 12,9 °C. Le cumul annuel moyen de précipitations est de 858 mm, avec 12,8 jours de précipitations en janvier et 8,2 jours en juillet. Pour la période 1991-2020, la température moyenne annuelle observée sur la station météorologique la plus proche, située sur la commune de Boulogne-sur-Mer à 6 km à vol d'oiseau, est de 11,2 °C et le cumul annuel moyen de précipitations est de 824,5 mm,. Pour l'avenir, les paramètres climatiques de la commune estimés pour 2050 selon différents scénarios d'émission de gaz à effet de serre sont consultables sur un site dédié publié par Météo-France en novembre 2022.

### Paysages
Pour un article plus général, voir Paysage en France.
La commune est située à la jonction de deux paysages tel qu’ils sont définis dans l’atlas des paysages de la région Nord-Pas-de-Calais, conçu par la direction régionale de l'Environnement, de l'Aménagement et du Logement (DREAL), :
- le « paysage boulonnais » qui concerne 66 communes, se délimite : au Nord, par les paysages des coteaux calaisiens et du Pays de Licques, à l’Est, par le paysage du Haut pays d’Artois, et au Sud, par les paysages Montreuillois.

Ce paysage, constitué d'une boutonnière bordée d’une cuesta définissant un pays d’enclosure, est essentiellement un paysage bocager composé de 47 % de son sol en herbe ou en forêt et de 31 % en herbage, avec, dans le sud et l’est, trois grandes forêts, celle de Boulogne, d’Hardelot et de Desvres et, au nord, le bassin de carrière avec l'extraction de la pierre de Marquise depuis le Moyen Âge et de la pierre marbrière dont l'extraction s'est développée au XIXe siècle.
La boutonnière est formée de trois ensembles écopaysagers : le plateau calcaire d’Artois qui forme le haut Boulonnais, la boutonnière qui forme la cuvette du bas Boulonnais et la cuesta formée d’escarpements calcaires.
Dans ce paysage, on distingue trois entités : les vastes champs ouverts du Haut Boulonnais ; le bocage humide dans le Bas Boulonnais et la couronne de la cuesta avec son dénivelé important et son caractère boisé.

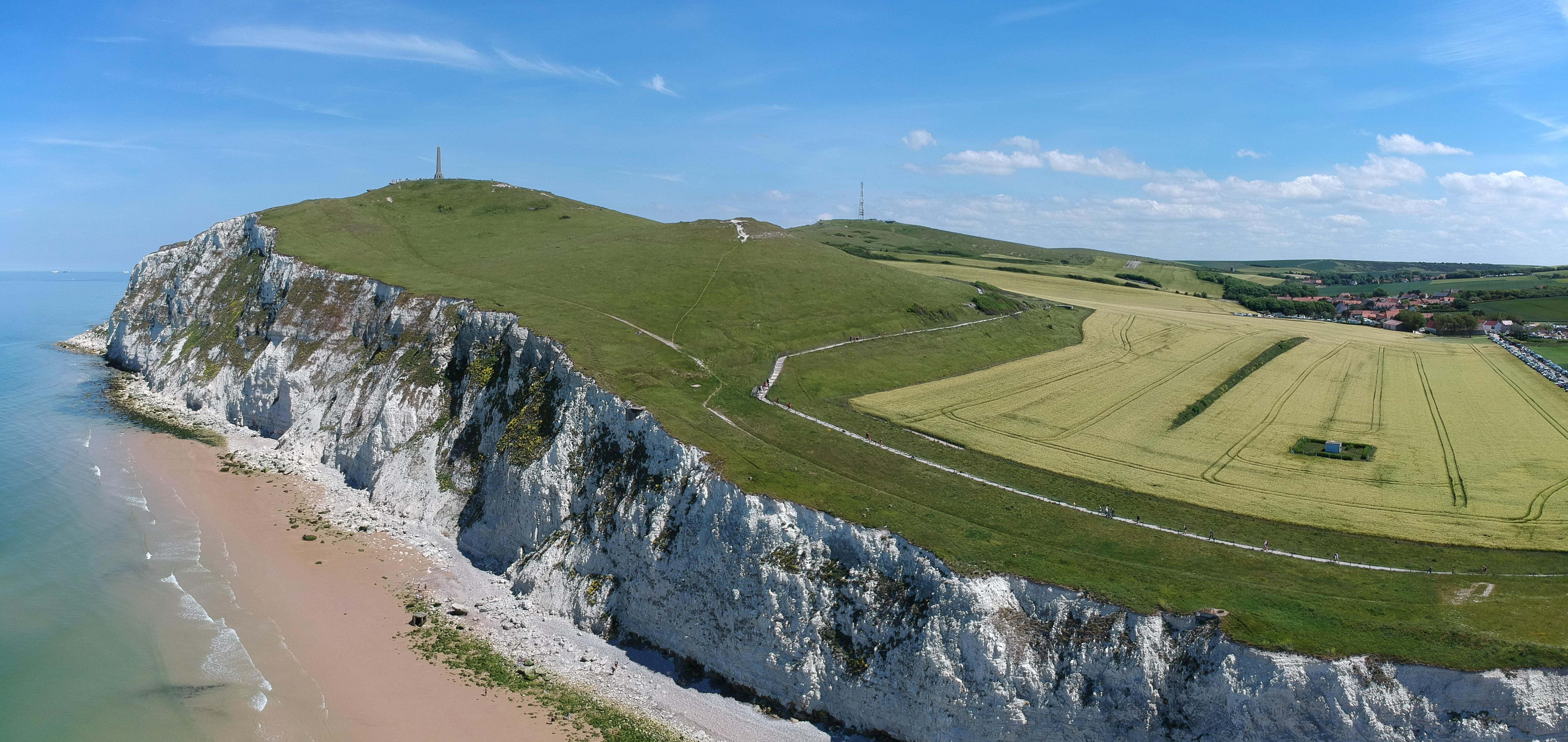
Une vue de ces « paysages des falaises d’Opale » et le cap Blanc-Nez.

- les « paysages des falaises d’Opale », qui concernent 30 communes, s’étendent le long de la côte, d’Équihen-Plage  à Sangatte, sur une bande d’environ 50 kilomètres de long et d’un maximum de 5 kilomètres de large, l'autoroute A 16 étant la frontière à l'est. Ils sont constitués, d’une part, par les falaises d’Opale où se trouve le grand site des Deux Caps qui, avec le cap Blanc-Nez, culmine à 150 mètres, ces falaises offrent un belvédère sur le détroit du Pas de Calais  avec la possibilité de voir les côtes d’Angleterre, et d’autre part, vers l’intérieur des terres, avec les paysages littoraux qui jouxtent ceux des coteaux calaisiens et du pays de Licques, d'un paysage alternant collines, vallons et bocages.

L’occupation des sols se répartit en 43 % de cultures pour les paysages arrière-littoraux, 20 % de sols artificialisés, 20 % de prairies et forêts et 10 % de plage.
Les crans constituent une des particularités de ces côtes à falaises. Les crans sont des vallées suspendues qui se sont retrouvées le « nez en l’air », soit du fait de l’affaissement du détroit du Pas de Calais, soit par la baisse du niveau de la mer comme le cran d’Escalles, le cran Mademoiselle, le cran Poulet, le cran Barbier, le cran des Sillers, le cran de Quette et le cran aux Œufs, situés, eux, sur la commune d’Audinghen.
Ces paysages sont traversés par trois fleuves côtiers, la Liane (Boulogne-sur-Mer), le Wimereux (Wimereux) et la Slack (Ambleteuse), et par le sentier de grande randonnée GR 120 ou GR littoral, appelé aussi sentier des douaniers, qui chemine le long de ces paysages et offre un magnifique panorama.

### Milieux naturels et biodiversité

#### Espace protégé et géré
La protection réglementaire est le mode d’intervention le plus fort pour préserver des espaces naturels remarquables et leur biodiversité associée.
Dans ce cadre, la commune fait partie de trois espaces protégés : 
- le parc naturel régional des Caps et Marais d'Opale, d’une superficie de 132 499 ha réparties sur 154 communes, géré par le syndicat mixte d'aménagement et de gestion du parc naturel régional des Caps et Marais d'Opale[15] ;
- et deux terrains gérés (location, convention de gestion) par le Conservatoire d'espaces naturels des Hauts-de-France :
  - les prairies d'Isques d’une superficie de 4,368 ha[16] ;
  - les prairies humides de la Liane d’une superficie de 5,625 ha[17].

#### Zones naturelles d'intérêt écologique, faunistique et floristique
L’inventaire des zones naturelles d'intérêt écologique, faunistique et floristique (ZNIEFF) a pour objectif de réaliser une couverture des zones les plus intéressantes sur le plan écologique, essentiellement dans la perspective d’améliorer la connaissance du patrimoine naturel national et de fournir aux différents décideurs un outil d’aide à la prise en compte de l’environnement dans l’aménagement du territoire.
Le territoire communal comprend deux ZNIEFF de type 1 : 
- la vallée de la Liane près d'Hesdin-l'Abbé. Cette ZNIEFF présente un complexe de prairies alluviales et de la persistance de quelques prairies mésotrophes établies sur les versants au lieu-dit le Mont Pourri[18] ;
- la vallée de Saint-Martin-Boulogne. Cette ZNIEFF, d’une superficie de 1 698 ha et d'une altitude variant de 15  à   188 m, présente un paysage bocager typique du Boulonnais[19].

et une ZNIEFF de type 2 :
le complexe bocager du Bas-Boulonnais et de la Liane. Le complexe bocager du bas-Boulonnais et de la Liane s’étend entre Saint-Martin-Boulogne et Saint-Léonard à l’ouest et Quesques et Lottinghen à l’est. Il correspond à la cuvette herbagère du bas-Boulonnais.

Carte des ZNIEFF de type 1 et 2 sur la commune
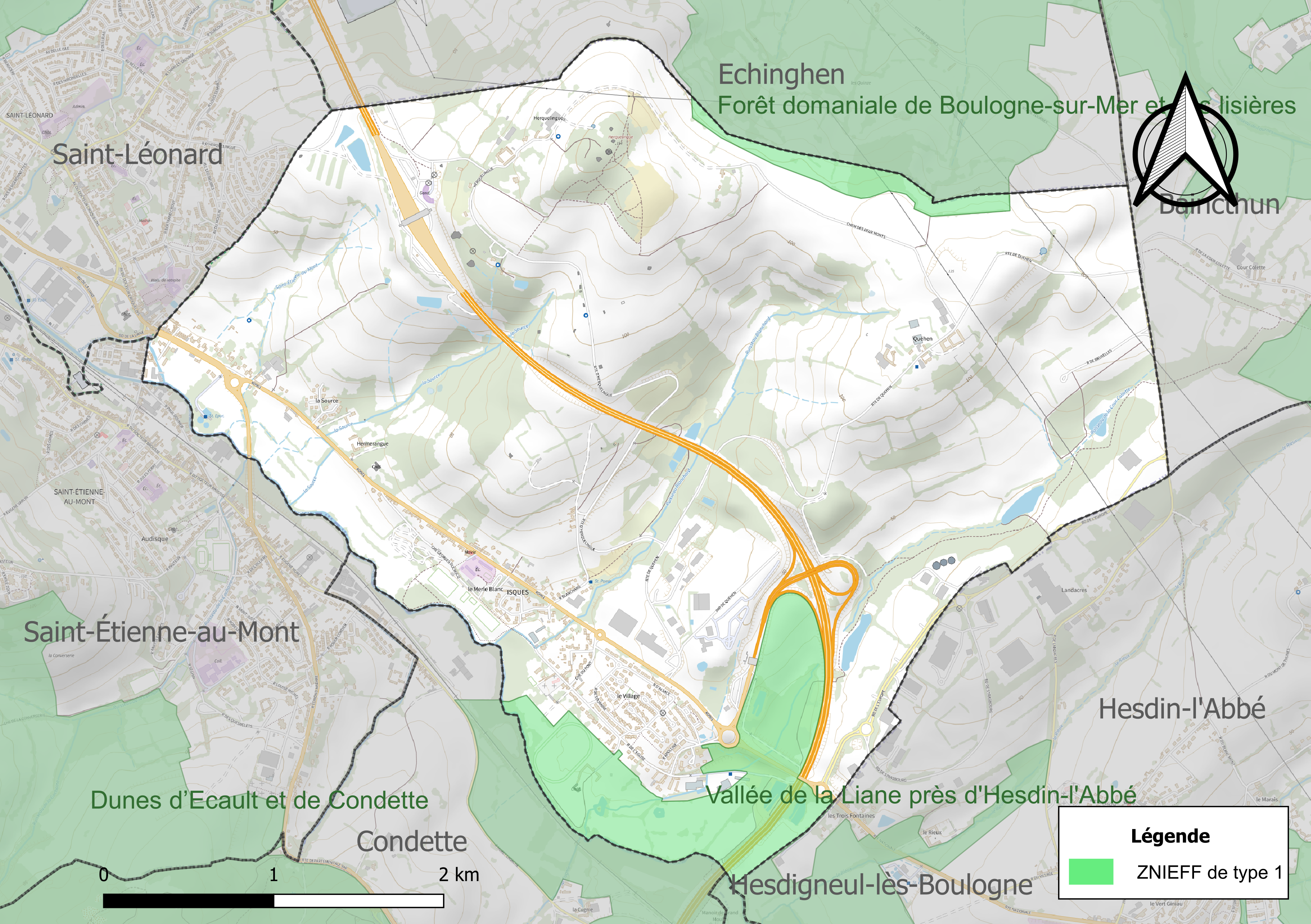
Carte des ZNIEFF de type 1 sur la commune.
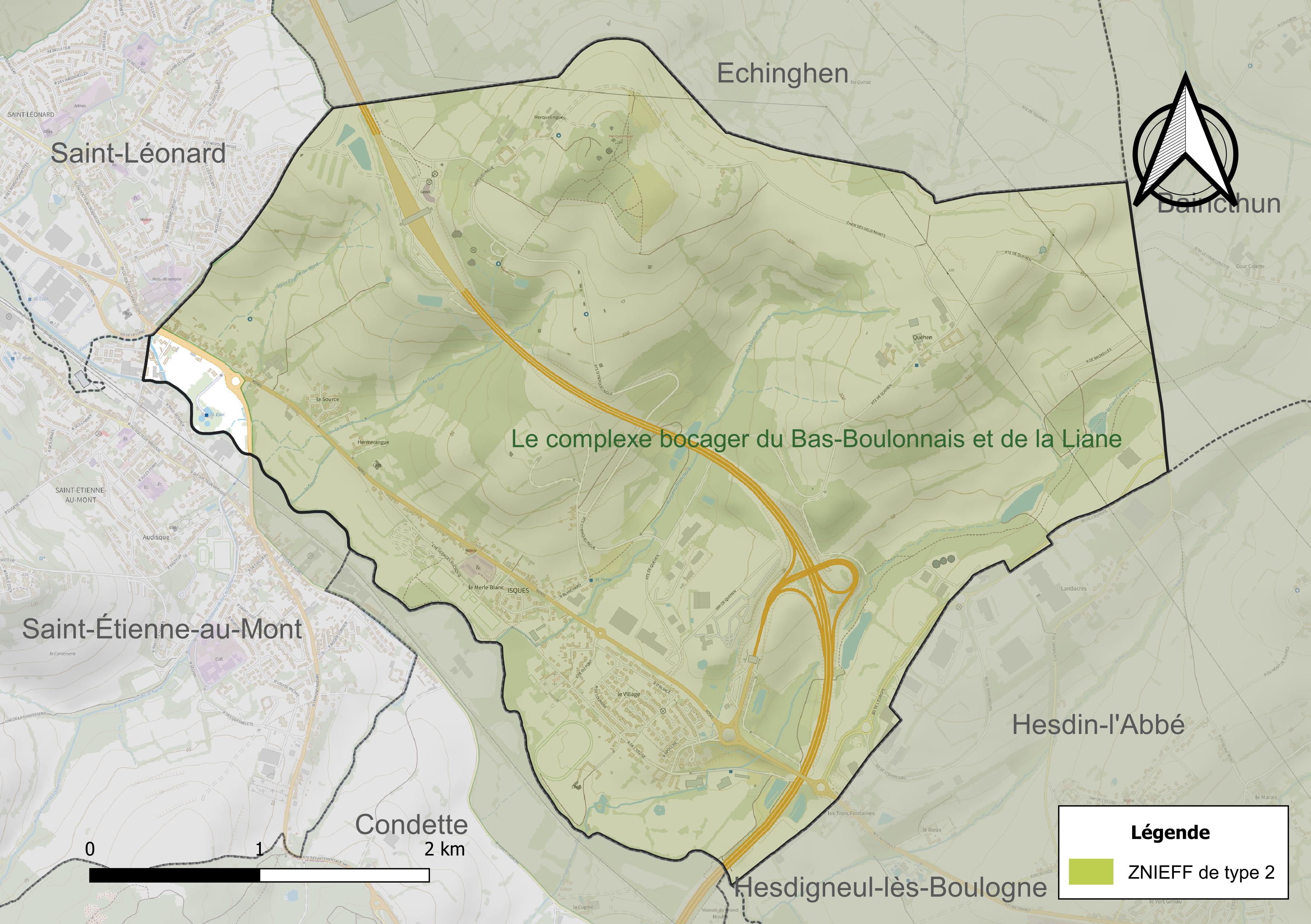
Carte de la ZNIEFF de type 2 sur la commune.

#### Espèces faunistiques et floristiques
L’Inventaire national du patrimoine naturel (INPN) recense plusieurs espèces faunistiques et floristiques sur le territoire de la commune dont certaines sont protégées et d’autres menacées et quasi-menacées.

## Urbanisme

### Typologie
Au 1er janvier 2024, Isques est catégorisée ceinture urbaine, selon la nouvelle grille communale de densité à sept niveaux définie par l'Insee en 2022.
Elle appartient à l'unité urbaine de Boulogne-sur-Mer, une agglomération intra-départementale regroupant huit  communes, dont elle est une commune de la banlieue,,. Par ailleurs la commune fait partie de l'aire d'attraction de Boulogne-sur-Mer, dont elle est une commune de la couronne,. Cette aire, qui regroupe 80 communes, est catégorisée dans les aires de 50 000 à moins de 200 000 habitants,.

### Occupation des sols
L'occupation des sols de la commune, telle qu'elle ressort de la base de données européenne d’occupation biophysique des sols Corine Land Cover (CLC), est marquée par l'importance des territoires agricoles (82,1 % en 2018), en diminution par rapport à 1990 (91,6 %). La répartition détaillée en 2018 est la suivante : 
prairies (71,4 %), terres arables (10,6 %), zones urbanisées (9,2 %), zones industrielles ou commerciales et réseaux de communication (8,7 %). L'évolution de l’occupation des sols de la commune et de ses infrastructures peut être observée sur les différentes représentations cartographiques du territoire : la carte de Cassini (XVIIIe siècle), la carte d'état-major (1820-1866) et les cartes ou photos aériennes de l'IGN pour la période actuelle (1950 à aujourd'hui).

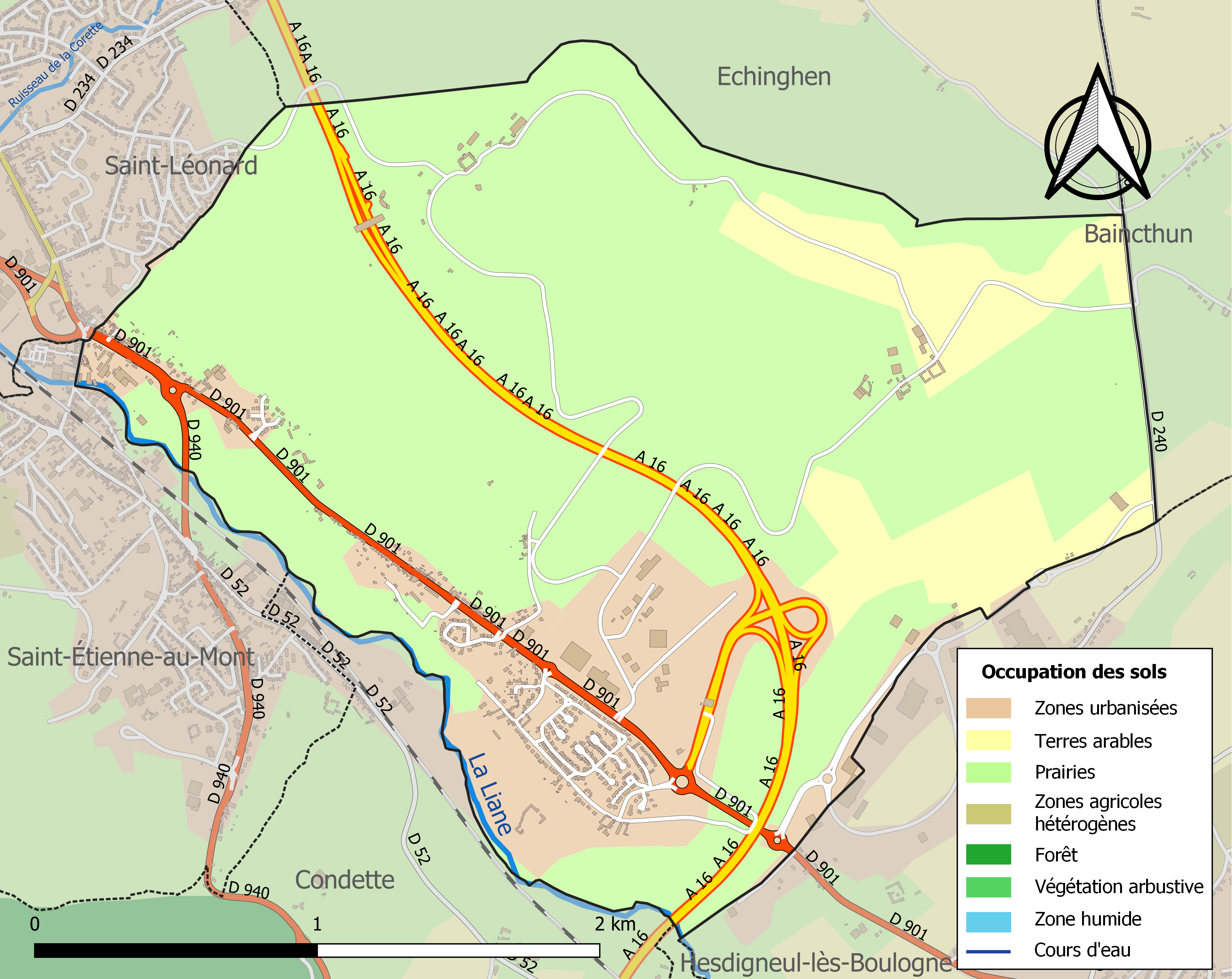
Carte des infrastructures et de l'occupation des sols de la commune en 2018 (CLC).

### Voies de communication et transports
Le village est accessible à partir des communes voisines ou par la sortie 28 de l'autoroute A16.
Isques est située à proximité des gares ferroviaires d'Hesdigneul et de Pont-de-Briques, et à 7 km de la gare de Boulogne-Ville.
La commune est également desservie par les lignes G, 83, 94 ainsi que par un service de transport à la demande du réseau Marinéo.

### Risques naturels et technologiques
La commune est reconnue en état de catastrophe naturelle à la suite des inondations et coulées de boue du 1er au 3 novembre 2012.
À la suite du passage des tempêtes Ciarán, Domingos et Elisa et des inondations et coulées de boue qui se sont produites, la commune est reconnue, par arrêté du 14 novembre 2023, en état de catastrophe naturelle pour inondations et coulées de boue sur la période du 2 au 12 novembre 2023, comme 179 autres communes du département.

## Toponymie
Le nom de la localité est attesté sous les formes Isecca (1069), Iseca (1080), Hiseca (1119), Isica (1125-50), Yseche (1199), Iske (~1224), Iseke (1288), Yseke (1293), Iseque (1294), Isseke (1321), Yseque (1384), Ysecque (1477), Ysque-le-Moustier (1566), Isque (1583), Disque-le-Moustier (1617), Disques (1725), Isques (1743), Isque (1801).
D'un nom masculin germanique Iso suivi du suffixe -aca, donnant « domaine d'Iso ».
Izeke en flamand.

## Histoire
Parce que le nom Isques a une certaine proximité avec le mot Itius, quelques historiens ont supputé que le port « Portus Itius », lieu d'embarquement de Jules César pour sa première tentative de conquête de la Bretagne (Angleterre) a pu être situé à Isques ; hypothèse qui a toujours été controversée.
La voie romaine allant d'Amiens à Boulogne-sur-Mer ou via Agrippa de l'Océan passait par Isques.
Isques a été le siège d'une seigneurie qui a été érigée plus tard en vicomté. La famille d'Isque comptait parmi les plus anciennes familles du Boulonnais. Le premier de cette famille à Isques fut Amalricus de Iseca, témoin en 1084 d'une donation de Gerardus de Burnulvilla, de la famille des comtes de Guînes, en faveur de l'abbaye d'Andres. Amalricus aura probablement combattu avec le comte Eustache lI de Boulogne lors de la bataille d'Hastings en 1066 et aura probablement été récompensé par le fief d'Isques. En 1069, il a apparemment fondé ici la première église sous le nom d' « ecclesiam de Isecca ». C'est également à cette époque qu'une motte castrale, qui deviendra plus tard le château d'Isque, a dû être construite. Watier d'Isques était gouverneur de la milice de Cambrai en 1160.
Le 20 mars 1593, est rendue une sentence de noblesse pour Jérôme d'Estiembecque, (nom sans doute dérivé de Steenbecque), seigneur de Disque (Isques) et de la Motte, domicilié à Saint-Omer. Il est le fils de Nicolas de Stiembecque et de Catherine Bersacques. Jérôme a servi en tant que militaire à différents combats, a reçu en récompense une rente de 100 florins par an toute sa vie durant. Il a pris pour épouse Adrienne de Wasselin. Il prend pour armes celles de la maison de Houdecoutre ou Hondecoutre « D'azur à 3 bandes d'argent et sur le timbre un cerf »,. Son fils Édouard ou Oudart de Stiembecque a été élevé chevalier en 1642 (voir Steenbecque).
- Le 1er septembre 1612, sont données à Bruxelles des lettres de chevalerie pour Jean de la Motte, seigneur d'Isque, qui a suivi le parti des armes, s'est trouvé aux galères du roi d'Espagne, sous la conduite d'Andréa Doria au siège d'Alger et autres expéditions, a été nommé alfère (grade militaire) en 1608 puis sergent-major, a été fait prisonnier par un capitaine hollandais et a dû payer une grosse rançon pour recouvrer sa liberté. Il est le fils de François de la Motte, seigneur de Barafle (actuellement Rebreuve-Ranchicourt) et de Bourcquembray, capitaine d'une compagnie d'infanterie wallonne, lieutenant-général des villes et échevinage de Saint-Omer, créé chevalier par feu sa majesté catholique (c'est-à-dire le roi d'Espagne). Son grand-père maternel Jacques de Brœucq, seigneur d'Isque, a rendu de grands services à sa majesté impériale comme capitaine, a été tué au château de Guînes où il s'était enfermé avec sa compagnie, ce qui fut cause que sa majesté avait accordé à sa fille, mère de Jean de la Motte, une pension de cent florins/an[39].

## Politique et administration

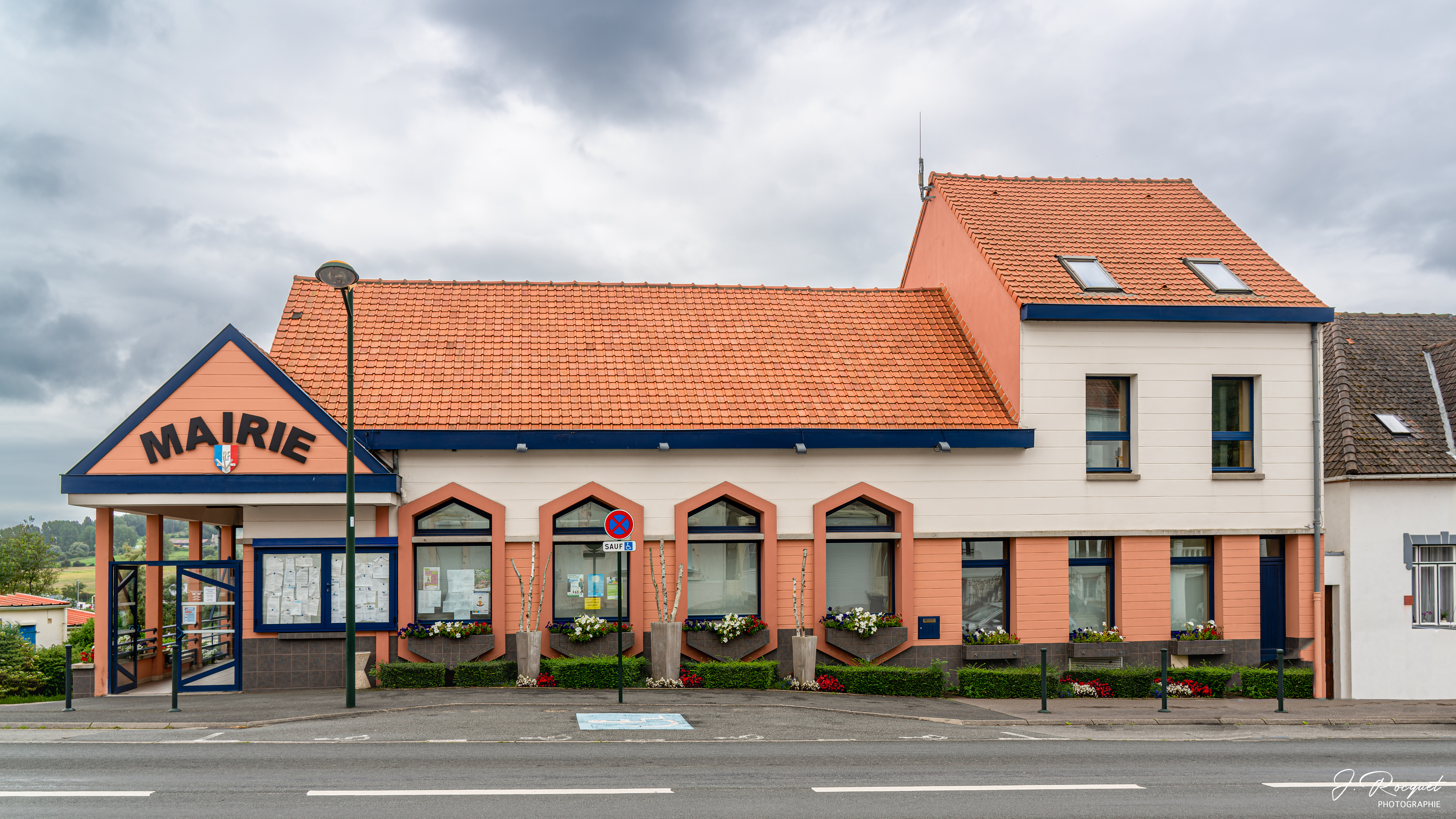
La mairie.

### Découpage territorial
La commune se trouve dans l'arrondissement de Boulogne-sur-Mer du département du Pas-de-Calais.

#### Commune et intercommunalités
La commune est membre de la communauté d'agglomération du Boulonnais.

#### Circonscriptions administratives
La commune est rattachée au canton d'Outreau.

#### Circonscriptions électorales
Pour l'élection des députés, la commune fait partie de la cinquième circonscription du Pas-de-Calais.

### Élections municipales et communautaires

#### Liste des maires
| Période                                  | Période                    | Identité           | Étiquette | Qualité                                                                                   |
| ---------------------------------------- | -------------------------- | ------------------ | --------- | ----------------------------------------------------------------------------------------- |
| Les données manquantes sont à compléter. |                            |                    |           |                                                                                           |
| 1995                                     | 2009                       | Jean-Pierre Gobert |           | Démissionnaire                                                                            |
| mars 2009                                | En cours (au 24 mars 2022) | Bertrand Dumaine   | DVG       | Fonctionnaire territorial Réélu pour le mandat 2014-2020, Réélu pour le mandat 2020-2026, |

## Population et société

### Démographie
Les habitants sont appelés les Isquois.

#### Évolution démographique
L'évolution du nombre d'habitants est connue à travers les recensements de la population effectués dans la commune depuis 1793. Pour les communes de moins de 10 000 habitants, une enquête de recensement portant sur toute la population est réalisée tous les cinq ans, les populations de référence des années intermédiaires étant quant à elles estimées par interpolation ou extrapolation. Pour la commune, le premier recensement exhaustif entrant dans le cadre du nouveau dispositif a été réalisé en 2004.

En 2022, la commune comptait 1 141 habitants, en évolution de −0,7 % par rapport à 2016 (Pas-de-Calais : −0,72 %, France hors Mayotte : +2,11 %).
| 1793 | 1800 | 1806 | 1821 | 1831 | 1836 | 1841 | 1846 | 1851 |
| ---- | ---- | ---- | ---- | ---- | ---- | ---- | ---- | ---- |
| 167  | 156  | 197  | 179  | 276  | 256  | 248  | 255  | 244  |

| 1856 | 1861 | 1866 | 1872 | 1876 | 1881 | 1886 | 1891 | 1896 |
| ---- | ---- | ---- | ---- | ---- | ---- | ---- | ---- | ---- |
| 236  | 240  | 247  | 232  | 251  | 278  | 277  | 300  | 279  |

| 1901 | 1906 | 1911 | 1921 | 1926 | 1931 | 1936 | 1946 | 1954 |
| ---- | ---- | ---- | ---- | ---- | ---- | ---- | ---- | ---- |
| 320  | 301  | 351  | 416  | 420  | 478  | 482  | 519  | 620  |

| 1962 | 1968 | 1975 | 1982 | 1990  | 1999  | 2004  | 2006  | 2009  |
| ---- | ---- | ---- | ---- | ----- | ----- | ----- | ----- | ----- |
| 711  | 745  | 736  | 960  | 1 171 | 1 102 | 1 151 | 1 140 | 1 173 |

| 2014  | 2019  | 2022  | - | - | - | - | - | - |
| ----- | ----- | ----- | - | - | - | - | - | - |
| 1 105 | 1 160 | 1 141 | - | - | - | - | - | - |

#### Pyramide des âges
En 2018, le taux de personnes d'un âge inférieur à 30 ans s'élève à 31,4 %, soit en dessous de la moyenne départementale (36,7 %). À l'inverse, le taux de personnes d'âge supérieur à 60 ans est de 28,7 % la même année, alors qu'il est de 24,9 % au niveau départemental.
En 2018, la commune comptait 570 hommes pour 586 femmes, soit un taux de 50,69 % de femmes, légèrement inférieur au taux départemental (51,50 %).
Les pyramides des âges de la commune et du département s'établissent comme suit.
| Hommes | Classe d’âge | Femmes |
| ------ | ------------ | ------ |
| 0,7    | 90 ou +      | 0,9    |
| 4,2    | 75-89 ans    | 8,0    |
| 22,7   | 60-74 ans    | 20,9   |
| 22,4   | 45-59 ans    | 22,6   |
| 17,8   | 30-44 ans    | 17,0   |
| 14,9   | 15-29 ans    | 13,3   |
| 17,3   | 0-14 ans     | 17,3   |

| Hommes | Classe d’âge | Femmes |
| ------ | ------------ | ------ |
| 0,5    | 90 ou +      | 1,6    |
| 5,6    | 75-89 ans    | 8,9    |
| 16,7   | 60-74 ans    | 18,1   |
| 20,2   | 45-59 ans    | 19,2   |
| 18,9   | 30-44 ans    | 18,1   |
| 18,2   | 15-29 ans    | 16,2   |
| 19,9   | 0-14 ans     | 17,9   |

## Économie
Le parc d'activités de Landacres est situé au bord de l'autoroute A16, sur les communes d'Isques, Baincthun et Hesdin-l'Abbé. Créé en 1997, il s'étend sur 165 hectares, dont 103 réservés prioritairement aux activités économiques industrielles (agroalimentaire, BTP, cosmétiques, etc.) et 58,5 équipés en 2011. C'est l'une des rares zones d'activités en Europe à être certifiée ISO 14001 pour sa gestion environnementale.

## Culture locale et patrimoine

### Lieux et monuments
- Le monument aux morts[57].
- L'église Sainte-Apolline-et-Saint-Wulmer. L'église est fondée par Evrard d'Isques[58] en 1208 comme l'indique une petite plaque[59] disposée à l'entrée principale. Rebâtie au XVIIe siècle, elle est répertoriée dans la base Mérimée[60]. Son clocher-mur ou campenard est assez imposant relativement au reste du bâtiment. Il peut accueillir deux cloches dont une seule subsiste à présent.

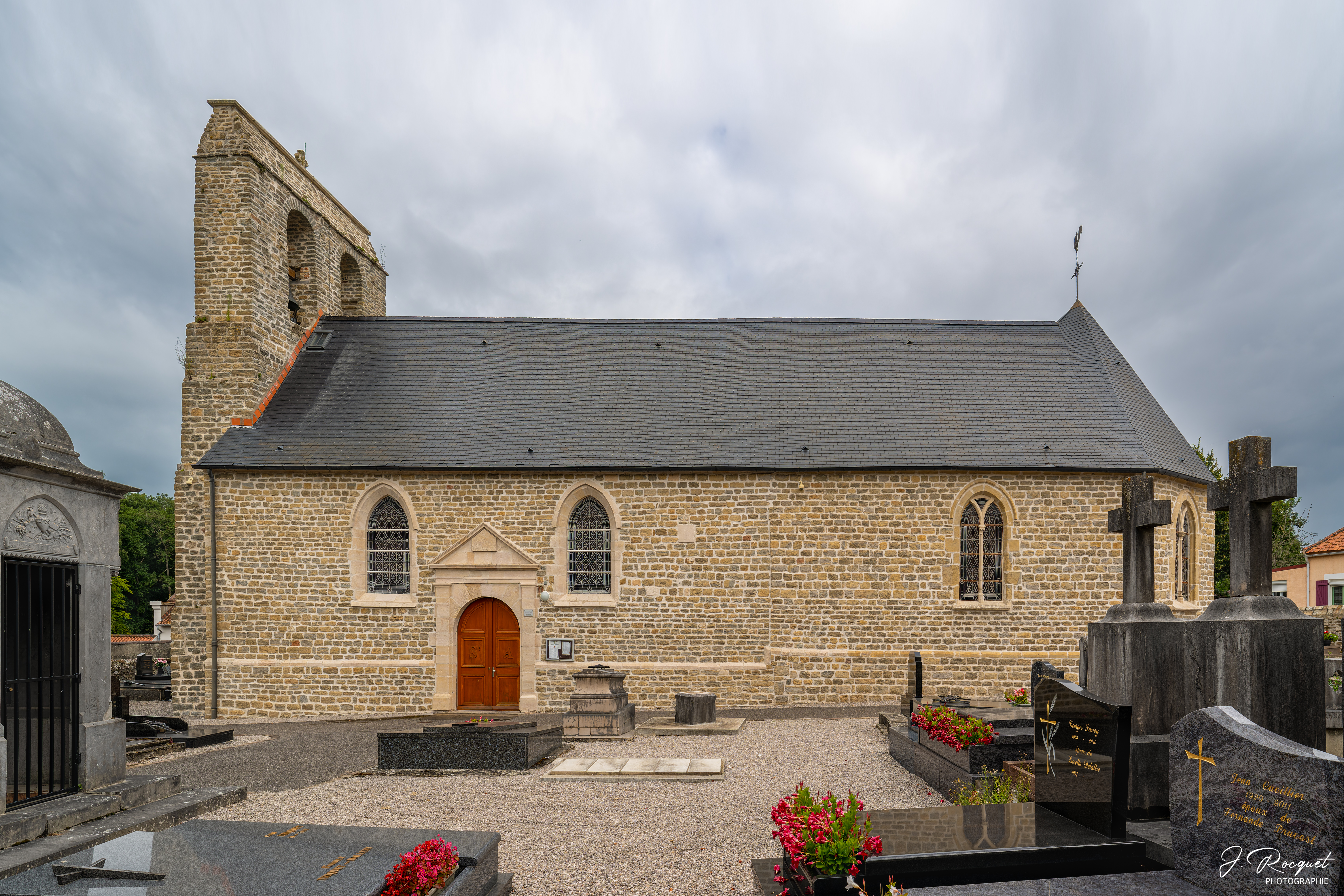
Vue sud.
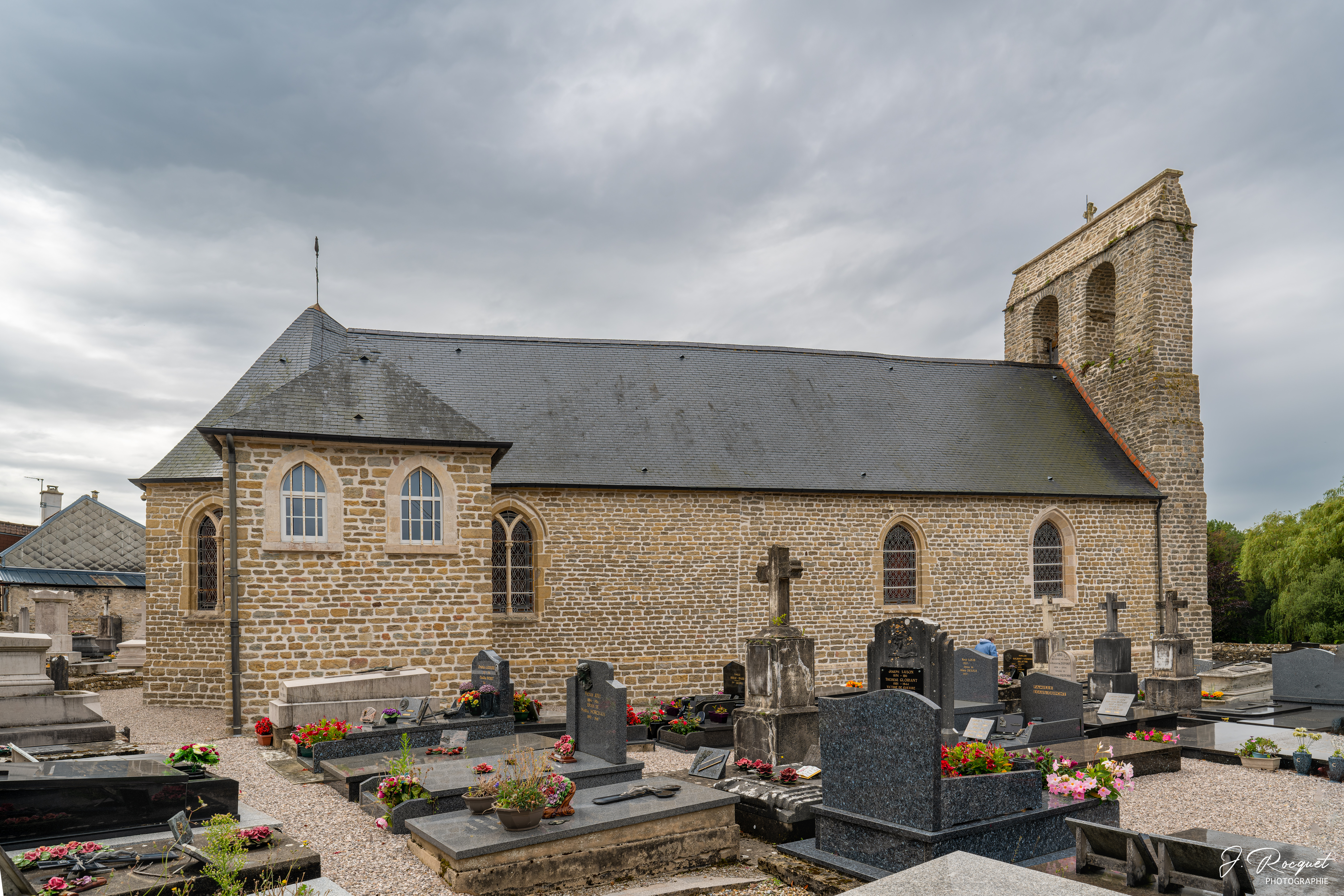
Vue nord.
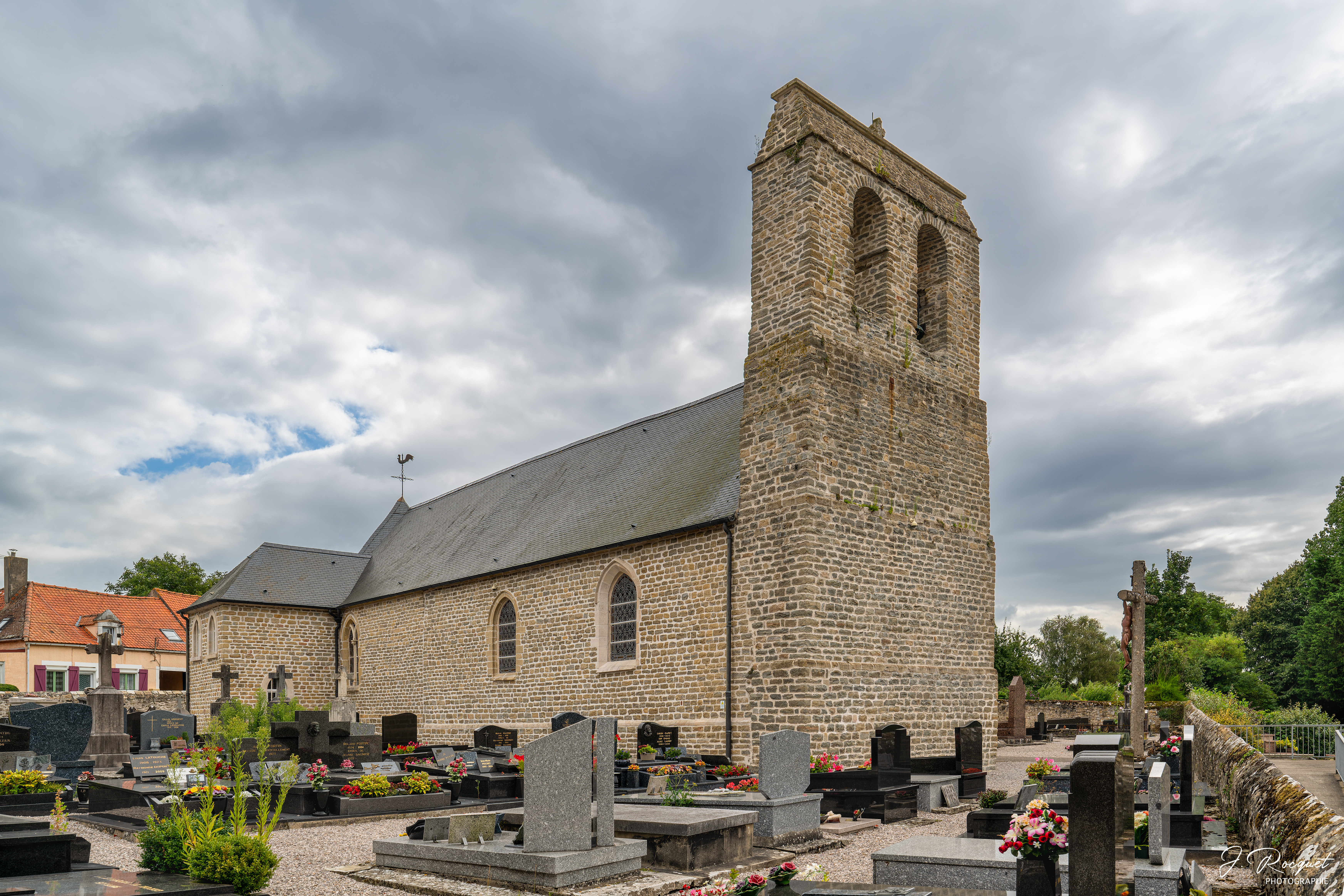
Vue nord-est.
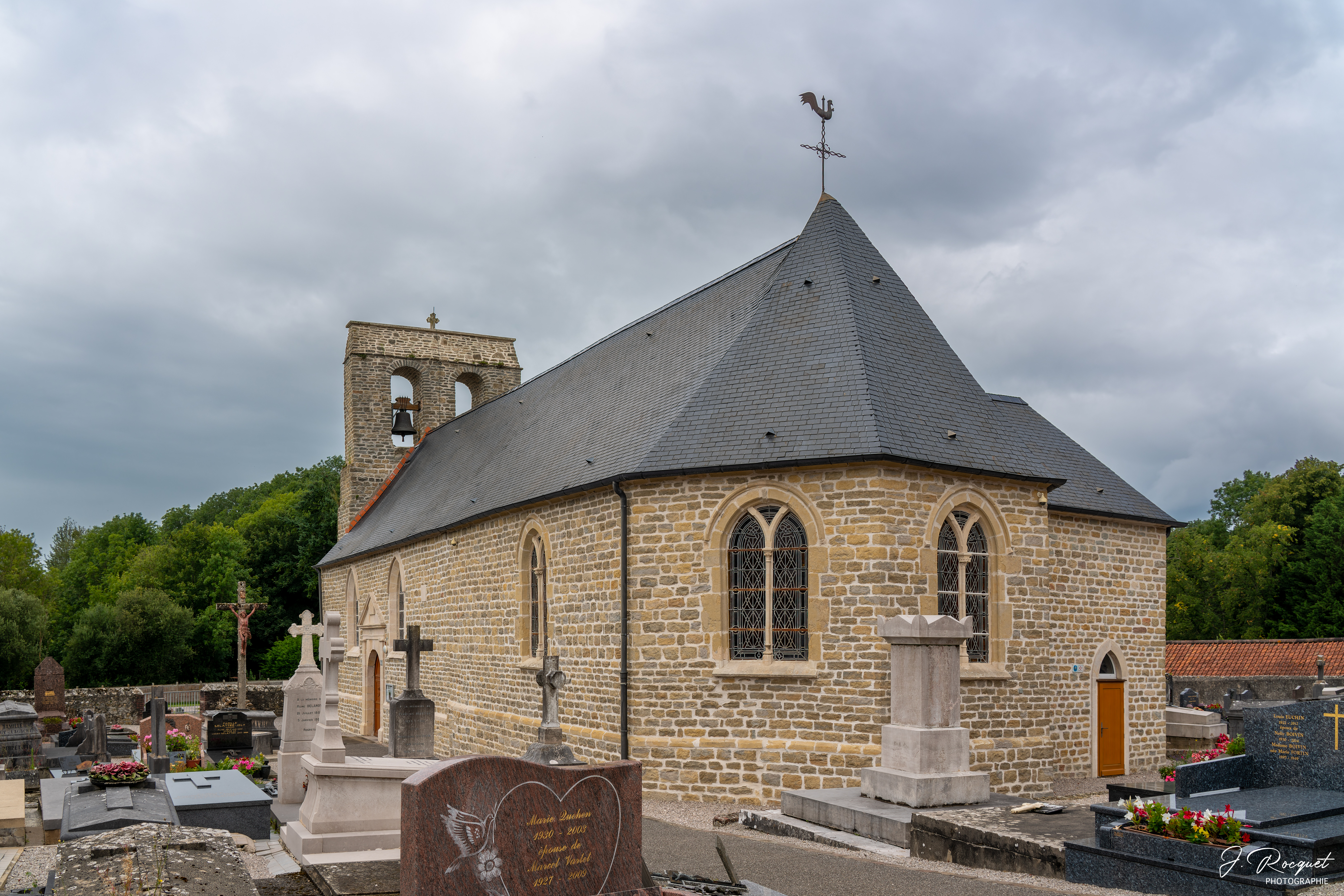
Vue sud-est.
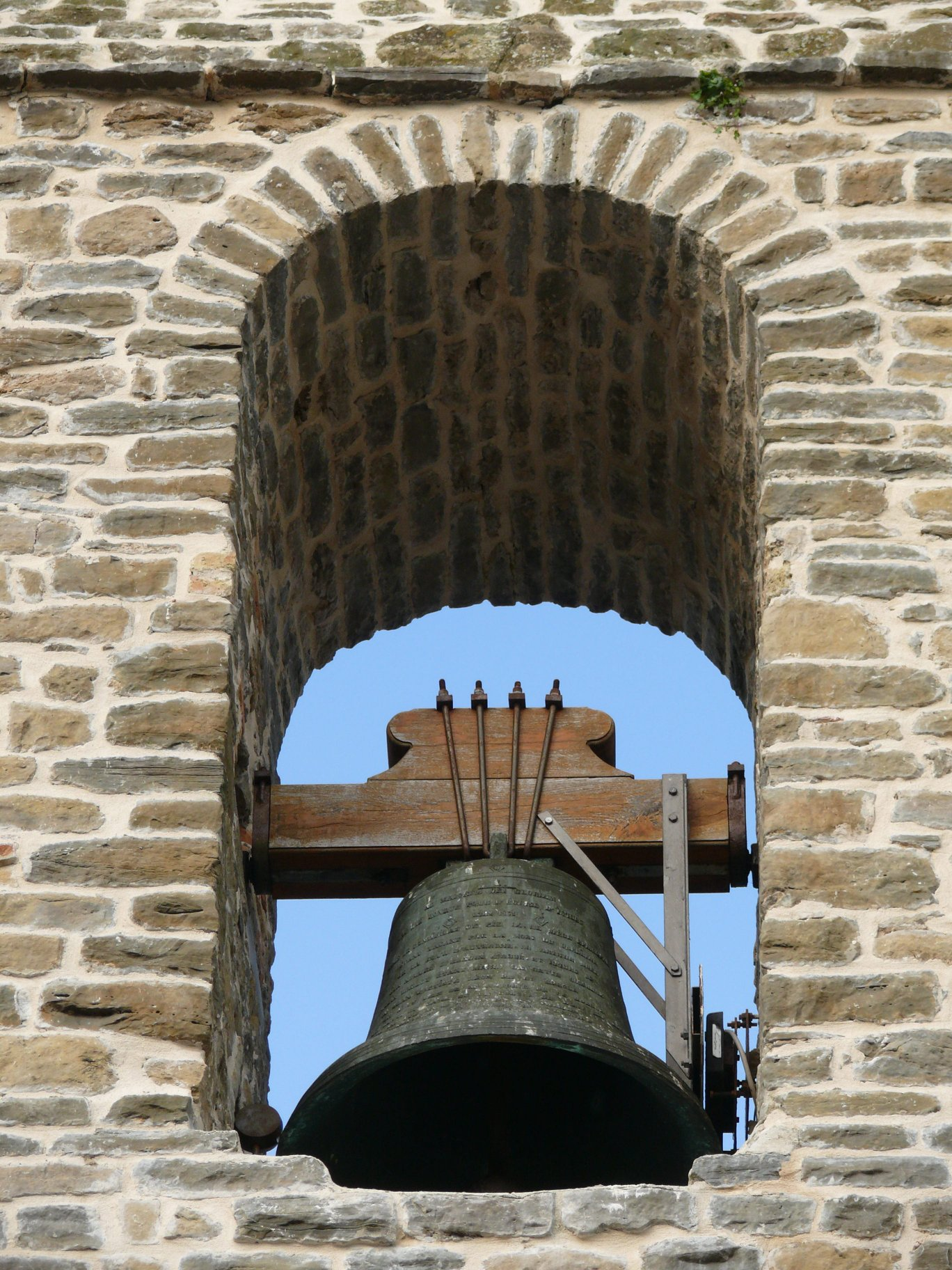
La cloche classée[61].

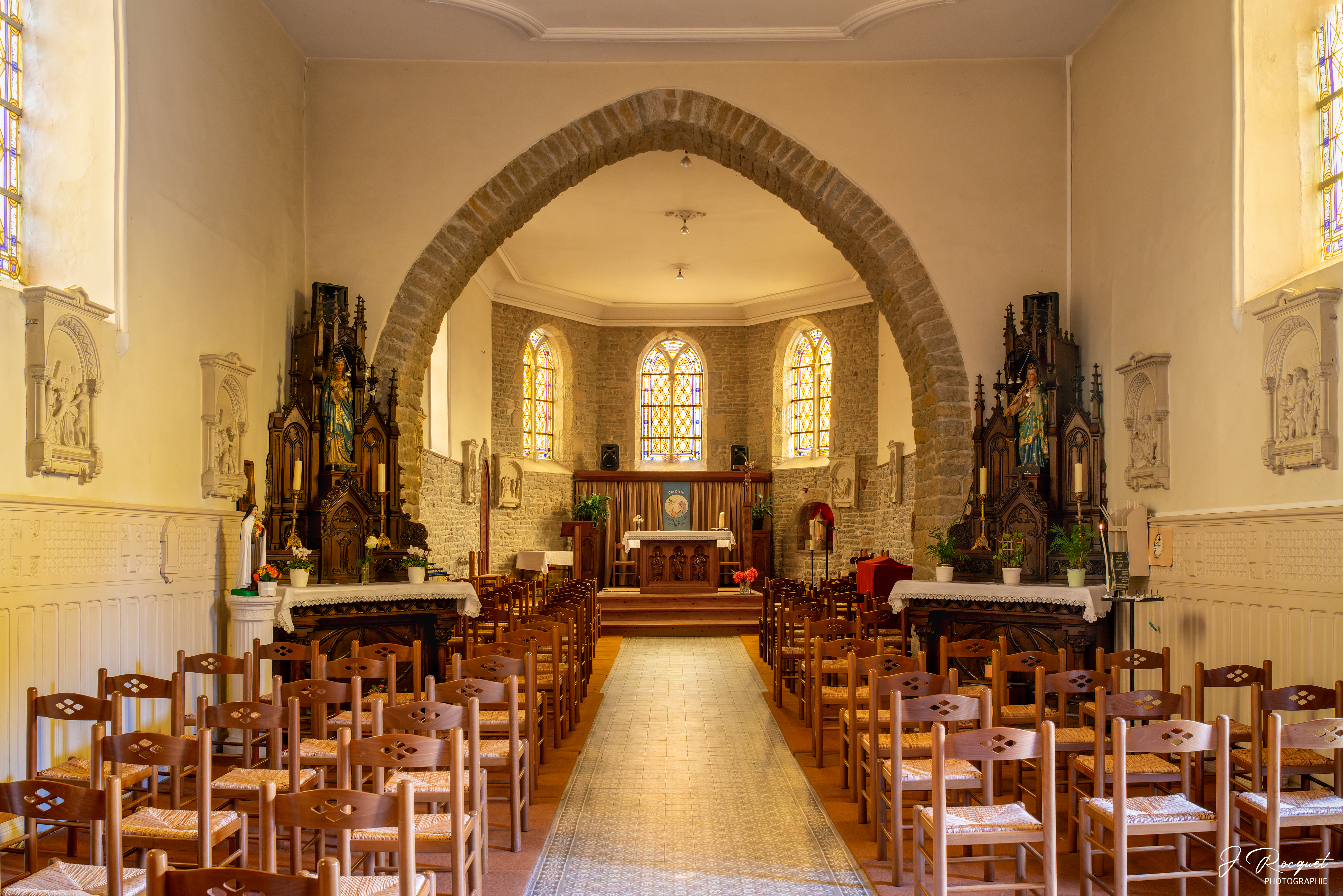
La nef et le chœur.
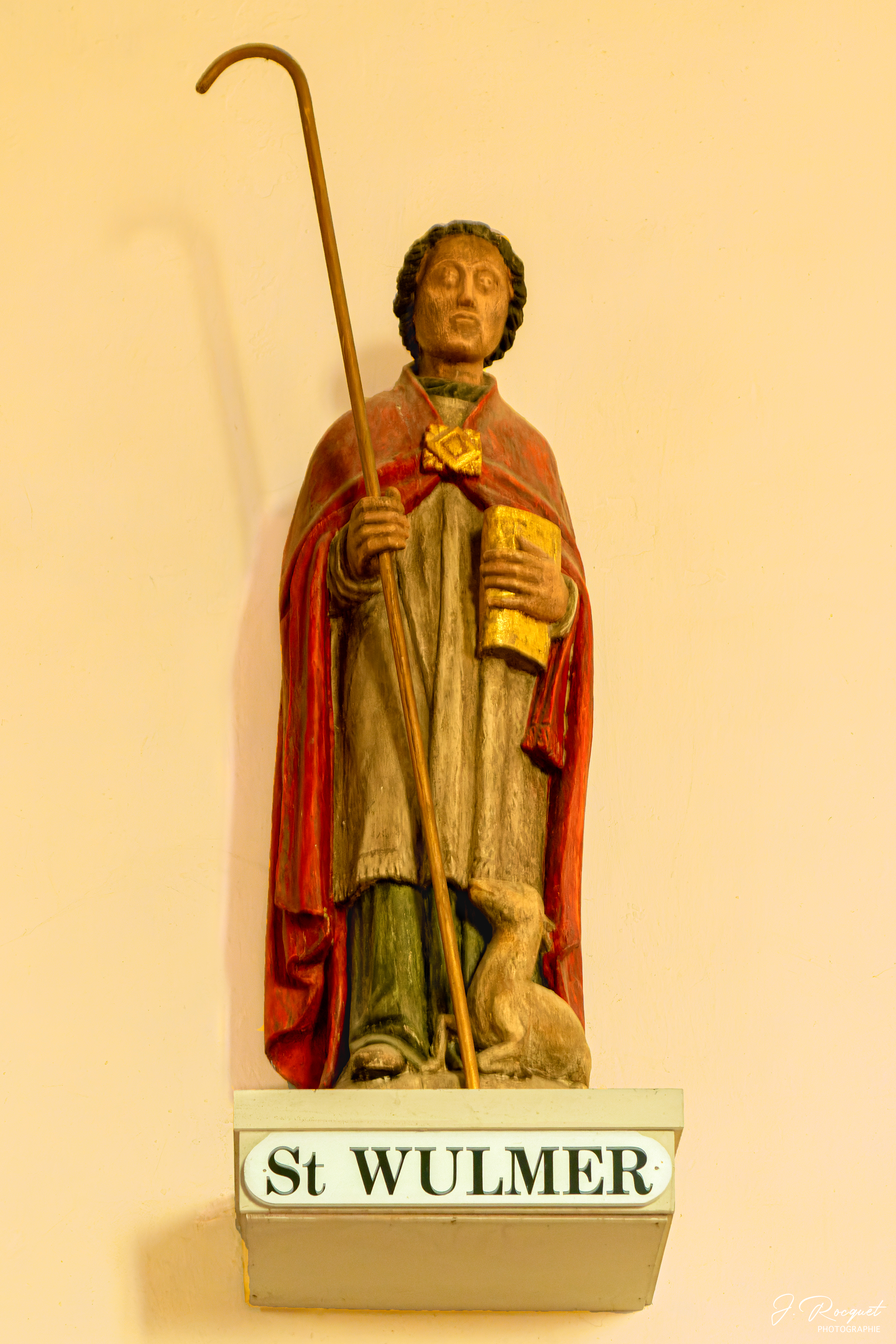
Statue de Saint Wulmer[62].
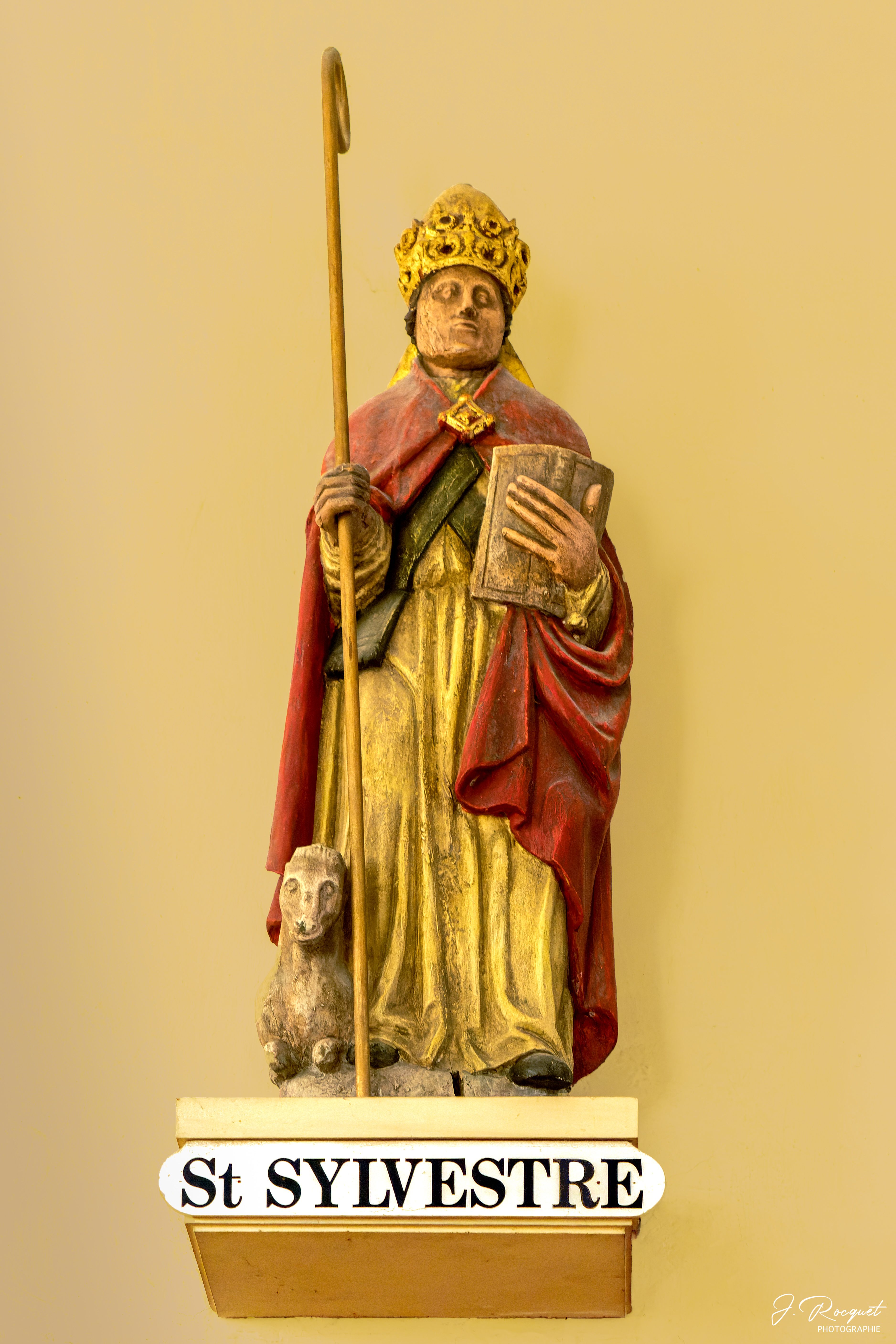
statue de Saint Sylvestre[63].
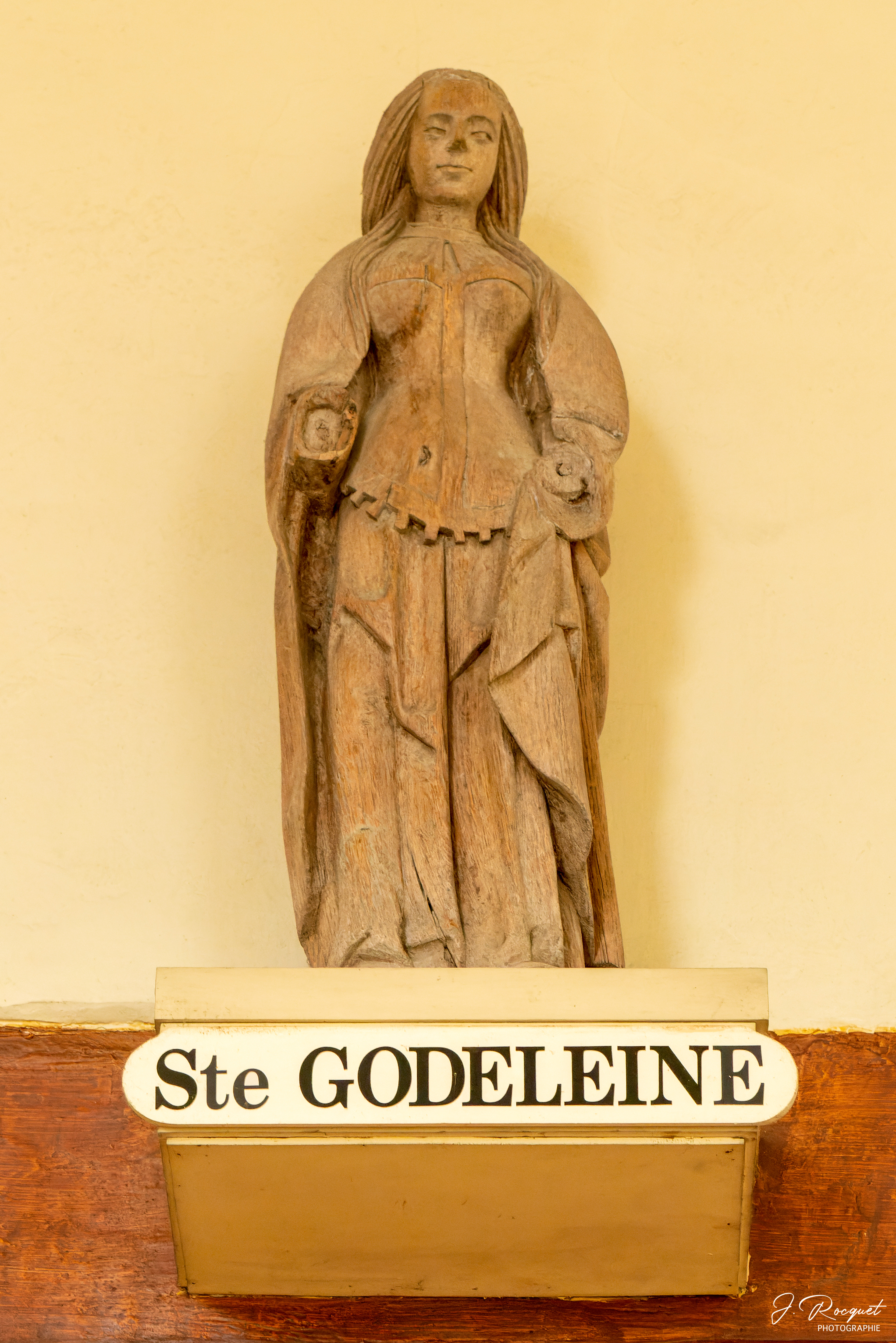
statue de Sainte Godeleine[64].

### Héraldique
| Blason de Isques | Blason  | D'or à la croix ancrée de gueules. |
| Blason de Isques | Détails | La commune relève les armes de la famille d'Isques, dont le plus ancien porteur connu du nom et seigneur du lieu est le chevalier Wautier d'Isques, gouverneur de la milice de Cambrai, vivant en 1160. Adopté par la municipalité. |

## Pour approfondir

#### Bases de données, dictionnaires et encyclopédies
- Ressources relatives à la géographie :   - Insee (communes)
  - Ldh/EHESS/Cassini
- Ressource relative à plusieurs domaines :   - Annuaire du service public français
- Notices d'autorité :   - BnF (données)